# دار الشريف (صنعاء)
دار الشريف هي إحدى قرى مديرية جحانة التابعة لمحافظة صنعاء اليمنية، بلغ تعداد سكانها 1203 نسمة حسب الإحصاء الذي أجري عام 2004.